# National Board of Review Award al miglior attore non protagonista
Il National Board of Review Award al miglior attore non protagonista (National Board of Review Award for Best Supporting Actor) è un premio assegnato annualmente dal 1954 dai membri del National Board of Review of Motion Pictures al miglior interprete maschile non protagonista di un film distribuito negli Stati Uniti nel corso dell'anno.
Jack Nicholson è l'unico attore ad aver ricevuto tre volte questo riconoscimento.

## Albo d'oro

### Anni 1950
- 1954: John Williams - Sabrina e Il delitto perfetto (Dial M for Murder)
- 1955: Charles Bickford - Nessuno resta solo (Not as a Stranger)
- 1956: Richard Basehart - Moby Dick (Herman Melville's Moby Dick)
- 1957: Sessue Hayakawa - Il ponte sul fiume Kwai (The Bridge on the River Kwai)
- 1958: Albert Salmi - Karamazov (The Brothers Karamazov) e Bravados
- 1959: Hugh Griffith - Ben-Hur

### Anni 1960
- 1960: George Peppard - A casa dopo l'uragano (Home from the Hill)
- 1961: Jackie Gleason - Lo spaccone (The Hustler)
- 1962: Burgess Meredith - Tempesta su Washington (Advise & Consent)
- 1963: Melvyn Douglas - Hud il selvaggio (Hud)
- 1964: Martin Balsam - L'uomo che non sapeva amare (The Carpetbaggers)
- 1965: Harry Andrews - Il tormento e l'estasi (The Agony and the Ecstasy) e La collina del disonore (The Hill)
- 1966: Robert Shaw - Un uomo per tutte le stagioni (A Man for All Seasons)
- 1967: Paul Ford - I commedianti (The Comedians)
- 1968: Leo McKern - L'uomo venuto dal Kremlino (The Shoes of the Fisherman)
- 1969: Philippe Noiret - Topaz

### Anni 1970
- 1970: Frank Langella - Diario di una casalinga inquieta (Diary of a Mad Housewife) e Il mistero delle dodici sedie (The Twelve Chairs)
- 1971: Ben Johnson - L'ultimo spettacolo (The Last Picture Show)
- 1972: Al Pacino - Il padrino (The Godfather) ex aequo Joel Grey - Cabaret
- 1973: John Houseman - Esami per la vita
- 1974: Holger Löwenadler - Cognome e nome: Lacombe Lucien (Lacombe Lucien)
- 1975: Charles Durning - Quel pomeriggio di un giorno da cani (Dog Day Afternoon)
- 1976: Jason Robards - Tutti gli uomini del presidente (All the President's Men)
- 1977: Tom Skerritt - Due vite, una svolta (The Turning Point)
- 1978: Richard Farnsworth - Arriva un cavaliere libero e selvaggio (Comes a Horseman)
- 1979: Paul Dooley - All American Boys (Breaking Away)

### Anni 1980
- 1980: Joe Pesci - Toro scatenato (Raging Bull)
- 1981: Jack Nicholson - Reds
- 1982: Robert Preston - Victor Victoria
- 1983: Jack Nicholson - Voglia di tenerezza (Terms of Endearment)
- 1984: John Malkovich - Le stagioni del cuore (Places in the Heart)
- 1985: Klaus Maria Brandauer - La mia Africa (Out of Africa)
- 1986: Daniel Day-Lewis - My Beautiful Laundrette e Camera con vista (A Room with a View)
- 1987: Sean Connery - Gli intoccabili (The Untouchables)
- 1988: River Phoenix - Vivere in fuga (Running on Empty)
- 1989: Alan Alda - Crimini e misfatti (Crimes and Misdemeanors)

### Anni 1990
- 1990: Joe Pesci - Quei bravi ragazzi (Goodfellas)
- 1991: Anthony Hopkins - Il silenzio degli innocenti (The Silence of the Lambs)
- 1992: Jack Nicholson - Codice d'onore (A Few Good Men)
- 1993: Leonardo DiCaprio - Buon compleanno Mr. Grape (What's Eating Gilbert Grape)
- 1994: Gary Sinise - Forrest Gump
- 1995: Kevin Spacey - I soliti sospetti (The Usual Suspects) e Seven
- 1996: Edward Norton - Tutti dicono I Love You (Everyone Says I Love You)
- 1997: Greg Kinnear - Qualcosa è cambiato (As Good as It Gets)
- 1998: Ed Harris - The Truman Show
- 1999: Philip Seymour Hoffman - Magnolia e Il talento di Mr. Ripley (The Talented Mr. Ripley)

### Anni 2000
- 2000: Joaquin Phoenix - Il gladiatore (Gladiator)
- 2001: Jim Broadbent - Moulin Rouge! e Iris - Un amore vero (Iris)
- 2002: Chris Cooper - Il ladro di orchidee (Adaptation.)
- 2003: Alec Baldwin - The Cooler
- 2004: Thomas Haden Church - Sideways - In viaggio con Jack (Sideways)
- 2005: Jake Gyllenhaal - I segreti di Brokeback Mountain (Brokeback Mountain)
- 2006: Djimon Hounsou - Blood Diamond - Diamanti di sangue (Blood Diamond)
- 2007: Casey Affleck - L'assassinio di Jesse James per mano del codardo Robert Ford (The Assassination of Jesse James by the Coward Robert Ford)
- 2008: Josh Brolin - Milk
- 2009: Woody Harrelson - Oltre le regole - The Messenger (The Messenger)

### Anni 2010
- 2010: Christian Bale - The Fighter
- 2011: Christopher Plummer - Beginners[1]
- 2012: Leonardo DiCaprio - Django Unchained[2]
- 2013: Will Forte - Nebraska[2]
- 2014: Edward Norton - Birdman[3]
- 2015: Sylvester Stallone - Creed - Nato per combattere[4]
- 2016: Jeff Bridges - Hell or High Water[5]
- 2017: Willem Dafoe - Un sogno chiamato Florida (The Florida Project)[5]
- 2018: Sam Elliott - A Star Is Born[6]
- 2019: Brad Pitt - C'era una volta a... Hollywood (Once Upon a Time... in Hollywood)[7]

### Anni 2020
- 2020: Paul Raci - Sound of Metal[8]
- 2021: Ciarán Hinds - Belfast[9]
- 2022: Brendan Gleeson - Gli spiriti dell'isola (The Banshees of Inisherin)[10]
- 2023: Mark Ruffalo - Povere creature! (Poor Things!)[11]
- 2024: Kieran Culkin – A Real Pain[12][13]